# Dominio Elvetico

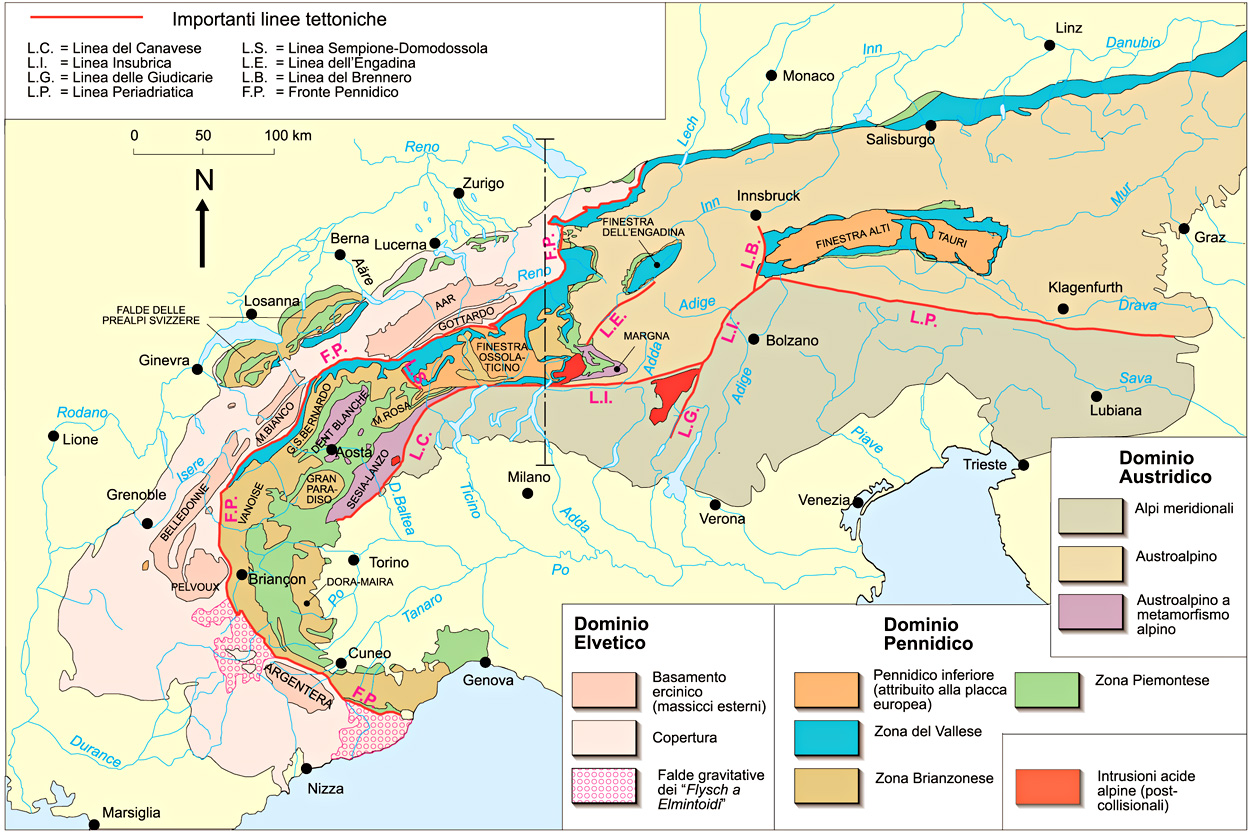
Mappa schematica della geologia delle Alpi che mostra la suddivisione tra le principali strutture.

Con Dominio Elvetico (detto anche Falda Elvetica o, più semplicemente Elvetico) si intende una suddivisione geologica delle Alpi, affiorante soprattutto nel settore occidentale della catena Alpina, in Svizzera (da cui prende il nome), in Savoia e nel Delfinato; in Francia la letteratura scientifica lo individua come Dauphinois.

Nel settore centrale ed orientale della catena la sua estensione si riduce ad una fascia di pochi chilometri di ampiezza.
Le falde che lo compongono sono completamente scollate dal basamento e sovrascorrono i sedimenti della Molassa nell'avampaese europeo.
È composto da calcari, marne e scisti del Mesozoico deposti lungo il margine meridionale della placca Europea, in corrispondenza dell'antica scarpata continentale.

## Complesso Infraelvetico
Le Unità Infraelvetiche affioranti nella Svizzera orientale non sono "falde", in quanto sono caratterizzate da continuità tra copertura e basamento Ercinico, anche a livello strutturale, infatti l'infraelvetico è deformato internamente da faglie e falde che continuano nel basamento.

È composto da sedimenti autoctoni Mesozoici deposti al tetto del basamento Ercinico contemporaneamente alle falde Elvetiche, ma a loro volta sovrascorsi da queste ultime durante la deformazione Alpina. 
L'ambiente deposizionale è più settentrionale rispetto ai sedimenti delle falde Elvetiche e quindi le facies deposizionali sono meno profonde.

## Massicci cristallini esterni
Si tratta di porzioni di basamento cristallino Europeo che, dopo essere state denudate delle loro coperture sedimentarie elvetiche, sono state sollevate in fasi successive dell'orogenesi; ora affiorano in ampie anticlinali nei settori interni del dominio Elvetico.
Da sudovest a nordest abbiamo il Massiccio dell'Argentera-Mercantour, la Barre des Écrins, il Massiccio del Pelvoux-Belledonne, l'Aiguilles Rouges e il massiccio del Monte Bianco, il Massiccio dell'Aar e il Massiccio del San Gottardo.